# Synnøve Macody Lund
Synnøve Macody Lund, född 24 maj 1976 i Stord i Norge, är en norsk skådespelerska. Lund gjorde sin långfilmsdebut i Huvudjägarna som släpptes 2011. Hon var åren 2005–2011 i förhållande med Christer Falck, med vilken hon har två barn.

## Filmografi (i urval)
- 2011 – Huvudjägarna
- 2015–2016 – Frikänd (TV-serie)
- 2016–2017 – Black widows (TV-serie)
- 2017 – Bergakungen
- 2018 – The Girl in the Spider's Web
- 2020 – Bloodride (TV-serie)
- 2020 – Riviera (TV-serie)
- 2020–2023 – Ragnarök (TV-serie)
- 2023 – Saw X
- 2023 – Everybody Loves Diamonds (TV-serie)